# Bemori
Bemori ist ein osttimoresischer Suco im Verwaltungsamt Nain Feto (Gemeinde Dili) und ein Ortsteil der Landeshauptstadt Dili.

## Geographie
Bemori liegt im Nordosten des Verwaltungsamts Nain Feto. Westlich befindet sich der Suco Santa Cruz, südlich der Rua Fonte dos Namorados der Suco Lahane Oriental und nördlich der Avenida da Liberdade de Imprensa an den Suco Acadiru Hun. Im Osten grenzt Bemori an das Verwaltungsamt Cristo Rei mit seinem Suco Culu Hun. Bemori wurde nach der Unabhängigkeit Osttimors auch der Suco Meira angegliedert. Seit der Gebietsreform von 2015 hat Bemori eine Fläche von 0,49 km² und gleicht in der Form einer Sanduhr.
Der Suco teilt sich in sieben Aldeias auf. Den Süden der „Sanduhr“ bilden My Friend, Centro und Has Laran. Nördlich der Engstelle liegen die Aldeias Baba Liu Rai Oeste und Baba Liu Rai Leste und an der Nordgrenze liegen Ailele Hun und Bemori Central (Bemori Sentral).
Die eigentlichen Stadtteile Bemori Sentral, Bemori Taibesi und Bemori Baba Liu Rai reichen weiter in den Westen in den Suco Santa Cruz hinein. Im Osten befindet sich die Grundschule Escola Primaria Duque de Caixas Bemori und im Westen das Krankenhaus Clínica da Boa Saúde.
Das Denkmal zum Gedenken der Opfer der japanischen Besatzung im Zweiten Weltkrieg wurde 1946 an der Rua de Bé-mori aufgestellt. Es besteht aus dem Wappen Portugals und zwei gekreuzten Gewehren. Die Fonte dos Namorados befindet sich an der zu Bemori gehörenden Nordseite der Rua Fonte dos Namorados.

## Einwohner
Im Suco leben 4.146 Einwohner (2022), davon sind 2.018 Männer und 2.128 Frauen. 2.101 von ihnen wohnen in einer urbanen Umgebung, 2.045 im ländlichen Teil des Sucos. Im Suco gibt es 751 Haushalte. Über 97 % der Einwohner geben Tetum Prasa als ihre Muttersprache an. Minderheiten sprechen Makasae oder Galoli.

## Geschichte
Im März 2020 kam es in Dili zu schweren Überschwemmungen, von denen auch Bemori betroffen war.

## Politik
Bei den Wahlen von 2004/2005 wurde Afonso da Cruz zum Chefe de Suco gewählt und 2009 in seinem Amt bestätigt. 2016 gewann Cristalina P. S. de Oliveira.